# Bohuslav Mládek
Bohuslav Mládek (22. září 1905 Louny – 9. ledna 1995 Praha) byl český právník a malíř.
Jeho synem je hudebník a humorista Ivan Mládek.

## Život
Ke kreslení ho od dětství vedl otec i strýc.
Jako student gymnázia ve Vysokém Mýtě se začal věnovat olejomalbě a vytvořil první díla inspirovaná východočeskou krajinou a impresionismem. Během studií na pražské právnické fakultě pracoval jako ilustrátor a karikaturista pro tehdejší spolek Sokol a studentské časopisy. Zároveň se zdokonaloval v malířské technice, koncem 30. let vytvořil řadu akvarelů a olejomaleb. Po zahájení své právnické kariéry se kresbě a malbě začal intenzivně věnovat, a to až po zbytek života. Od 40. let se příležitostně zaměřoval na malebná zákoutí starých Holešovic, v jejichž sousedství prožil většinu života.
Původně se snažil k malování přimět svého syna Ivana, ten se však rozhodl pro hudební kariéru. Později se však k malování vrátil a věnuje se mu dodnes. Ivanův syn Štěpán je také právníkem.
Na sklonku života cestoval se svým synem Ivanem po Evropě, aby zhlédl různé stavby, neboť považoval architekturu za velice zajímavý obor.
Zemřel dne 9. ledna 1995 v Praze.